# Universität La Sapienza
Koordinaten: 41° 54′ 12″ N, 12° 30′ 57″ O

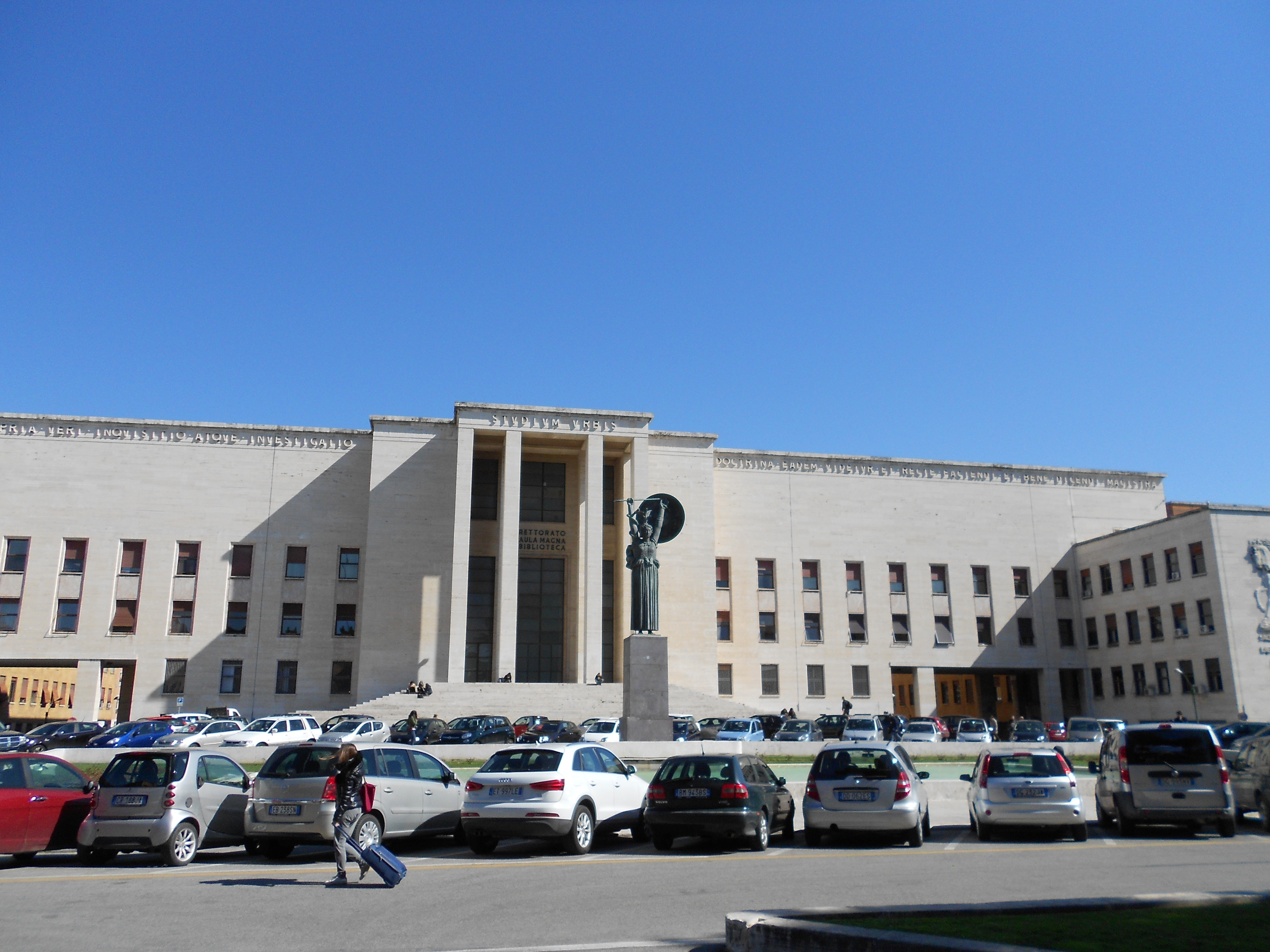
Das Hauptgebäude mit Rektorat, Bibliothek und Audimax

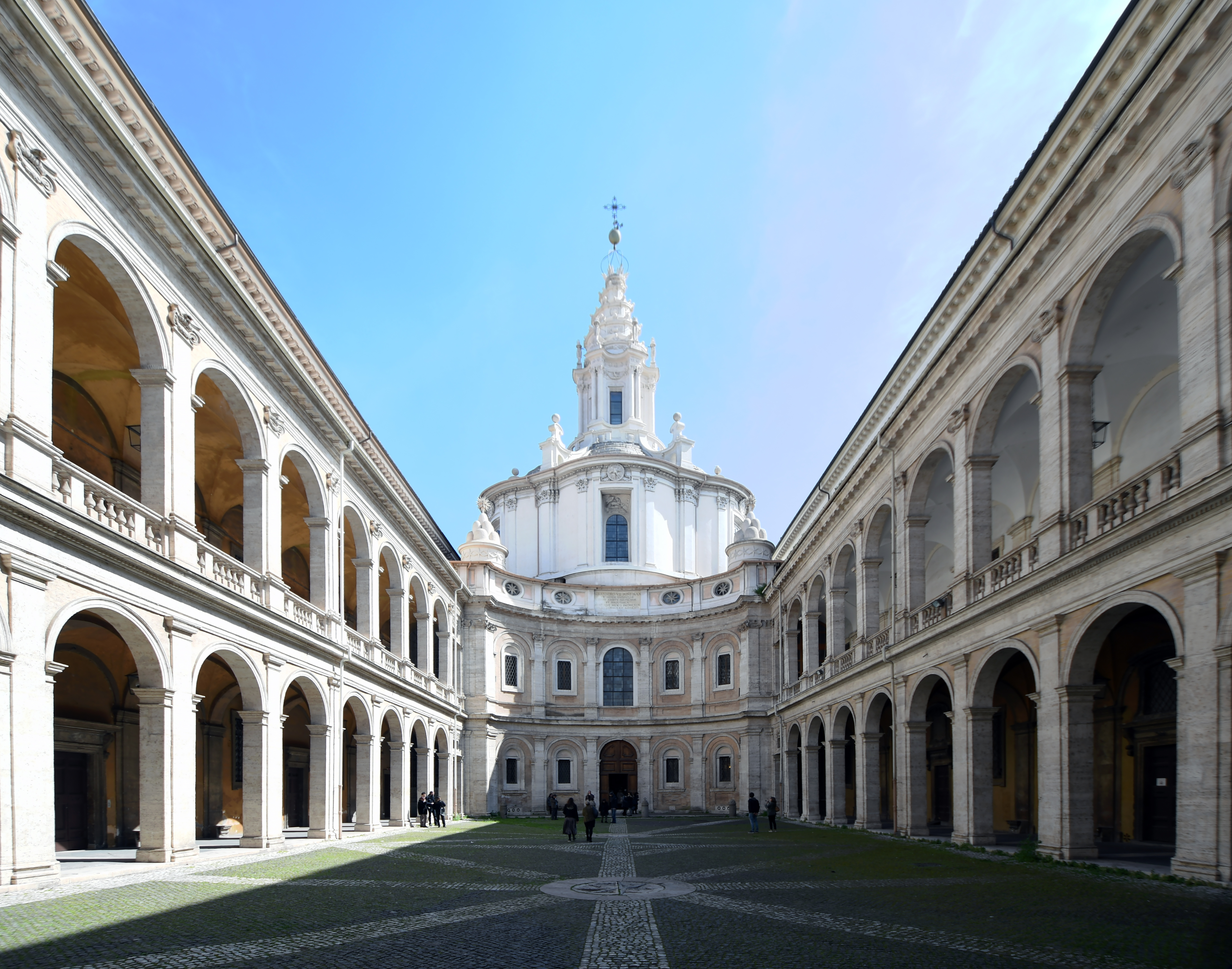
Sant’Ivo alla Sapienza, erbaut von Francesco Borromini, war ursprünglich die Universitätskapelle

Neue Universitätskapelle La Divina Sapienza, 1945–48 von Marcello Piacentini erbaut

Die Universität La Sapienza (italienisch sapienza ‚Weisheit‘; lateinisch Studium Urbis), offiziell Sapienza – Università di Roma, auch Universität Rom I genannt, ist eine der größten Universitäten Europas und die älteste der Stadt Rom.

## Geschichte
Die Sapienza war ursprünglich eine päpstliche Universität. Am 20. April 1303 von Papst Bonifatius VIII. wurde das Studium urbis mit der Päpstlichen Bulle In suprema praeminentia dignitatis offiziell gegründet, um Anwärter auf die Priesterschaft in räumlicher Nähe des Heiligen Stuhls auszubilden.
Die ersten Räumlichkeiten befanden sich in der Umgebung der Basilica di Sant’Eustachio. In der zweiten Hälfte des 16. Jahrhunderts wurde dort für die Universität der Palazzo della Sapienza errichtet, wo man auch die spätere Biblioteca Universitaria Alessandrina unterbrachte.
Seit 1870 ist die Sapienza staatlich. 1935 zog sie in die monumentale, von Marcello Piacentini entworfene Città Universitaria in der Nähe des Bahnhofs Roma Termini, wo sich der Hauptsitz noch heute befindet. In den letzten Jahrzehnten wurden Außenstellen in Civitavecchia, Latina, Pomezia und Rieti (alle in der Region Latium) sowie in Buenos Aires eingerichtet.
Die Architektur der Anlage von Marcello Piacentini, dem „Staatsarchitekten“ von Benito Mussolini, ist von Wilhelm Kreis’ Ehrenhof zu der 1926 veranstalteten Ausstellung GeSoLei in Düsseldorf inspiriert. Dort wurde ein neomonumentaler Prototyp der städtebauliche Anordnung von Baukörpern, die als Architekturzitate klassische Paläste und Tempel anklingen lassen, in einem System von Achsen entwickelt.

## Abteilungen
Nach der Umstrukturierung im Jahr 2010 in Folge der Gelmini-Reform hat die Sapienza elf Dipartimenti – Fachbereiche und bietet 281 verschiedene Bachelor- und Masterstudiengänge an:
- Architettura – Architektur
- Economia – Wirtschaftswissenschaft
- Farmacia e Medicina – Pharmazie und Medizin
- Giurisprudenza – Rechtswissenschaften
- Ingegneria civile e industriale – Bau- und Wirtschaftsingenieurwesen
- Ingegneria dell'informazione, informatica e statistica – Informationstechnik, Informatik und Statistik
- Lettere e filosofia – Geisteswissenschaften und Philosophie
- Medicina e Odontoiatria – Medizin und Zahnmedizin
- Medicina e Psicologia – Medizin und Psychologie
- Scienze matematiche, fisiche e naturali – Mathematik, Physik, Naturwissenschaften
- Scienze politiche, Sociologia, Comunicazione – Politikwissenschaften, Soziologie, Kommunikationswissenschaften
- Scuola di Ingegneria aerospaziale – Luft- und Raumfahrttechnik

Zur Sapienza gehören 54 Bibliotheken mit rund 3,7 Mio. Bänden, achtzehn Museen und weitere 130 Abteilungen und Institute.
Zur Förderung besonders begabter Studenten gründet die Universität 2011 die Sapienza School for Advanced Studies.

## Bekannte Dozenten
- Guido Alpa (1947–2025), Rechtswissenschaftler und Präsident der italienischen Rechtsanwaltskammer
- Edoardo Amaldi (1908–1989), Physiker
- Giovanni Gaetano Bottari (1689–1775), Gelehrter, Philologe, Kirchenhistoriker, Lexikograf, Bibliothekar und Berater von Papst Clemens XII
- Daniel Bovet (1907–1992), schweizerisch-italienischer Pharmakologe
- Ernesto Buonaiuti (1881–1946), katholischer Theologe
- Domizio Calderini (1446–1478), Humanist
- Andrea Cesalpino (1519–1603), Arzt, Philosoph, Botaniker und Physiologe
- Paolo Cherubini (* 1953), Diplomatiker und Paläograf
- Tullio De Mauro (1932–2017), Linguist, Lexikograf, Übersetzer und Politiker
- Enrico Fermi (1901–1954), Physiker, Nobelpreisträger
- Elena Freda (1890–1978), Mathematikerin, Physikerin und Hochschullehrerin
- Fritz G. A. Kraemer (1908–2003), Senior Civilian Advisor beim Chief of Staff of the Army im Verteidigungsministerium der Vereinigten Staaten
- Giorgio Parisi (* 1948), Physiker, Hochschullehrer und Nobelpreisträger
- Emilio Segrè (1905–1989), amerikanischer Physiker italienischer Herkunft
- Bruno Scrosati (1937–2024), Elektrochemiker
- Giuseppe Tucci (1894–1984), Orientalist

## Bekannte Alumni
- Giulio Andreotti (1919–2013), Politiker
- Giorgio Agamben (* 1942), Philosoph, Essayist und Buchautor
- Magdi Allam (* 1952), Journalist
- Ugo Amaldi (* 1934), Physiker
- Jacob Stephan Augustynowicz (1701–1783), armenischer Erzbischof
- Claudio Baglioni (* 1951), Cantautore und Sänger
- Alessandro Barnabò (1801–1874), Kardinal
- Benedikt XIV. (1675–1758), Papst
- Guido Bertolaso
- Bernardo Bertolucci (1941–2018), Filmregisseur
- Alessandro Blasetti (1900–1987), Filmregisseur
- Palma Bucarelli
- Roberto Calasso (1941–2021), Essayist und kulturphilosophischer Schriftsteller
- Giuseppe Capogrossi (1900–1972), Maler und Grafiker
- Camillo Cibo (1681–1743), Kardinal
- Clemens X. (1590–1676), Papst
- Giuseppe Conte (* 1964), Ministerpräsident Italiens
- Giuseppe da Prato (1936–2023), Mathematiker
- Gabriele D’Annunzio (1863–1938), Dichter
- Giovanni Dazzoni (1851–1923), Schweizer Jurist und Politiker
- Guillaume de Berghes (1551–1609), Jurist, Philosoph und Bischof
- Staffan de Mistura (* 1947), italienisch-schwedischer Diplomat
- Scott O’Dell (1898–1989), Schriftsteller
- Angelo Di Pietro (1828–1914), Kardinal
- Michele Di Pietro (1747–1821), Kardinal
- Mario Draghi (* 1947), ehemaliger Ministerpräsident Italiens
- Franziska Drohsel (* 1980), Juristin und Politikerin
- Sara R. Farris, Soziologin
- Enrico Fermi (1901–1954), Nobelpreis für Physik
- Paolo Flores d’Arcais (* 1944), Philosoph
- Elena Freda, (1890–1978), Mathematikerin, Physikerin und Hochschullehrerin
- Massimiliano Fuksas (* 1944), Architekt
- Franz von Fürstenberg (1729–1810), deutscher Politiker
- Paolo Gentiloni (* 1954), ehemaliger Ministerpräsident Italiens
- Bartolomeo Gosio (1863–1944), Arzt und Mikrobiologe
- Umberto Guidoni (* 1954), Astronaut
- Bernardo Herrera Restrepo (1844–1928), Erzbischof von Bogotá
- Terence Hill (* 1939), Schauspieler
- Innozenz XI. (1611–1689), Papst
- Innozenz XIII. (1655–1724), Papst
- Dakis Joannou (* 1939), zyprischer Industrieller und Kunstsammler
- Luigi Macchi (1832–1907), Kardinal
- Nino Manfredi (1921–2004), Schauspieler, Drehbuchautor und Filmregisseur
- Ettore Majorana (* 1906 in Catania, Sizilien/Italien; verschollen Ende März 1938), Physiker
- Chiara Massini (* 1971), Musikerin
- Sergio Mattarella, Präsident Italiens
- Silvio Micali (* 1954), Informatiker
- Federica Mogherini (* 1973), Politikerin
- Maria Montessori (1870–1952), Pädagogin
- Luca Cordero di Montezemolo (* 1947), Industrieller
- Luigi Maria Monti (1825–1900), Ordensgründer
- Priscilla Pani (* vor 1990), Teilchenphysikerin
- Domenico Silvio Passionei (1682–1761), Kardinal
- Alessandro Piccolo (* 1951), Chemiker und Agrarwissenschaftler
- Luigi Pirandello (1867–1936), Schriftsteller
- Tommaso Ruffo (1663–1753), Kardinal
- Eugenio Scalfari (1924–2022), Schriftsteller, Journalist und Politiker
- Emilio Segrè (1905–1989), Physiker
- Abdirashid Ali Shermarke (1919–1969), Präsident von Somalia
- Giovanni Simeoni (1816–1892), Kardinal
- Chrystyna Suschko (1894–1967), Medizinerin und Offizierin
- Giuseppe Tomasi di Lampedusa (1896–1957), Schriftsteller und Literaturwissenschaftler
- Bruno Vespa
- Federico Zeri
- Bruno Zumino (1923–2014), Physiker
- Valerio Zurlini (1926–1982), Filmregisseur und Drehbuchautor
- Andrea Orcel, CEO der italienischen Großbank UniCredit